# Papilio leucotaenia
Papilio leucotaenia är en fjärilsart som beskrevs av Rothschild 1908. Papilio leucotaenia ingår i släktet Papilio och familjen riddarfjärilar. IUCN kategoriserar arten globalt som sårbar.
Artens utbredningsområde är Tanzania. Inga underarter finns listade i Catalogue of Life.